# 霍瓦乾河
霍瓦乾河（阿拉伯语：‎，羅馬化：Wādi Hwr），又名黃尼羅河，是蘇丹和乍得的一條乾河，在公元前8000年到公元前1000年間連接乍得東部的瓦達伊高地和尼羅河。

## 地理
在公元前7500至前2500年的新石器時代，撒哈拉沙漠的南緣比今天要北約500公里，霍瓦乾河流域還是稀樹草原。霍瓦乾河發源於乍得的恩內迪區，穿過蘇丹的北达尔富尔州和北方州，在老棟古拉對岸匯入尼羅河，綿延1100多公里:25。自西向東穿越通常年降雨量為25毫米的利比亞沙漠南緣，擁有多樣化的植物群和突出的地質特徵，是小鹿瞪羚和鴕鳥等動物的棲息地。

## 歷史
豐富的史前遺址證明霍瓦乾河流域曾經是生態宜居的定居區，也是非洲內陸地區和尼羅河谷之間的交通路線:31 。當撒哈拉沙漠在公元前4000到前2000年前南擴時，霍瓦乾河首先在公元前1000年左右變成如托勒密世界地圖所示的一連串的淡水湖泊和沼澤，然後在公元前後徹底乾涸:28。該地區於2001年7月18日被蘇丹政府劃為面積10萬平方公里的霍瓦乾河國家公園。